# AB Contern
Der AB Contern (luxemburgisch: AB Conter, offiziell: Les Amis du Basketball Contern) ist ein luxemburgischer Basketballverein aus der Gemeinde Contern. Gegründet wurde der Verein im Jahr 1956. Die Vereinsfarben sind Blau und Weiß.
Der Verein ist Mitglied des nationalen Basketballverbandes FLBB. In der Saison 2020/2021 spielten die Herren- und die Damenmannschaft in ihrer jeweils höchsten Spielklasse des Landes, der Total League Beide Teams vereinen insgesamt fünf luxemburgische Meisterschaften in der Zeit von 1988 bis 2009 sowie acht luxemburgische Pokalsiege zwischen 1987 und 2005 auf sich. Mit drei Titeln, darunter beiden Meisterschaften, hatte der Club 2004 sein erfolgreichstes Jahr. Die Herrenmannschaft nahm am FIBA Europapokal der Landesmeister 1988/89 teil und schied dabei in der ersten Runde nach zwei Niederlagen gegen Ovarense Basquetebol, den Vertreter Portugals, aus. Im Korać-Cup spielte der Club u. a. in den Spielzeiten 1989/90, 1996/97, 2000/01 und 2001/02 und kam dabei nie über die Qualifikationsrunde hinaus.

## Trainer
Der deutsche Trainer Marco Amelow, zuvor bis Februar 2008 beim BBC Bayreuth verantwortlich, holte in seinem ersten Jahr in Contern den Meistertitel.
Zur Saison 2012/13 trat Thomas Glasauer, der zuvor bei der TV 1862 Langen tätig war, als Nachfolger von Brian Carroll das Traineramt an. Nach lediglich einem Sieg in den ersten elf Saisonspielen trennte sich der Verein von Glasauer und installierte Mike Smith, als dessen primäre Aufgabe der Klassenerhalt definiert wurde. Im Mai 2015 wurde bekannt, dass Helge Patzak auf Smith folgt, dessen Vertrag trotz erfolgreichem Klassenerhalts nicht verlängert wurde. Er blieb jedoch nur ein Jahr und beendete sein Engagement, um sich eine Auszeit zu nehmen.
Als Nachfolger von Patzak wurde das Herrenteam des Clubs – mit Ausnahme der Saison 2017/18 – von 2016/17 bis 2021/2022 von dem Briten Gavin Love trainiert. Unter seiner Führung gelang 2018/19 der Wiederaufstieg in die erste luxemburgische Liga.

## Erfolge

### Herren
- 4× Luxemburgischer Meister: 1988, 2001, 2004, 2009[11]
- 3× Luxemburgischer Pokalsieger: 1987, 1990, 1996[3]

### Damen
- 1× Luxemburgischer Meister: 2004[3]
- 5× Luxemburgischer Pokalsieger: 1996, 2000, 2003, 2004, 2005[3]

## Bekannte ehemalige Spieler
- Josh Almanson
- Jordan Hasquet (2014/15)
- Ryan DeMichael (2002–2004)